# Rowlandius insignis
Rowlandius insignis är en spindeldjursart som först beskrevs av Hansen 1905.  Rowlandius insignis ingår i släktet Rowlandius och familjen Hubbardiidae. Inga underarter finns listade i Catalogue of Life.